# Ankara tava

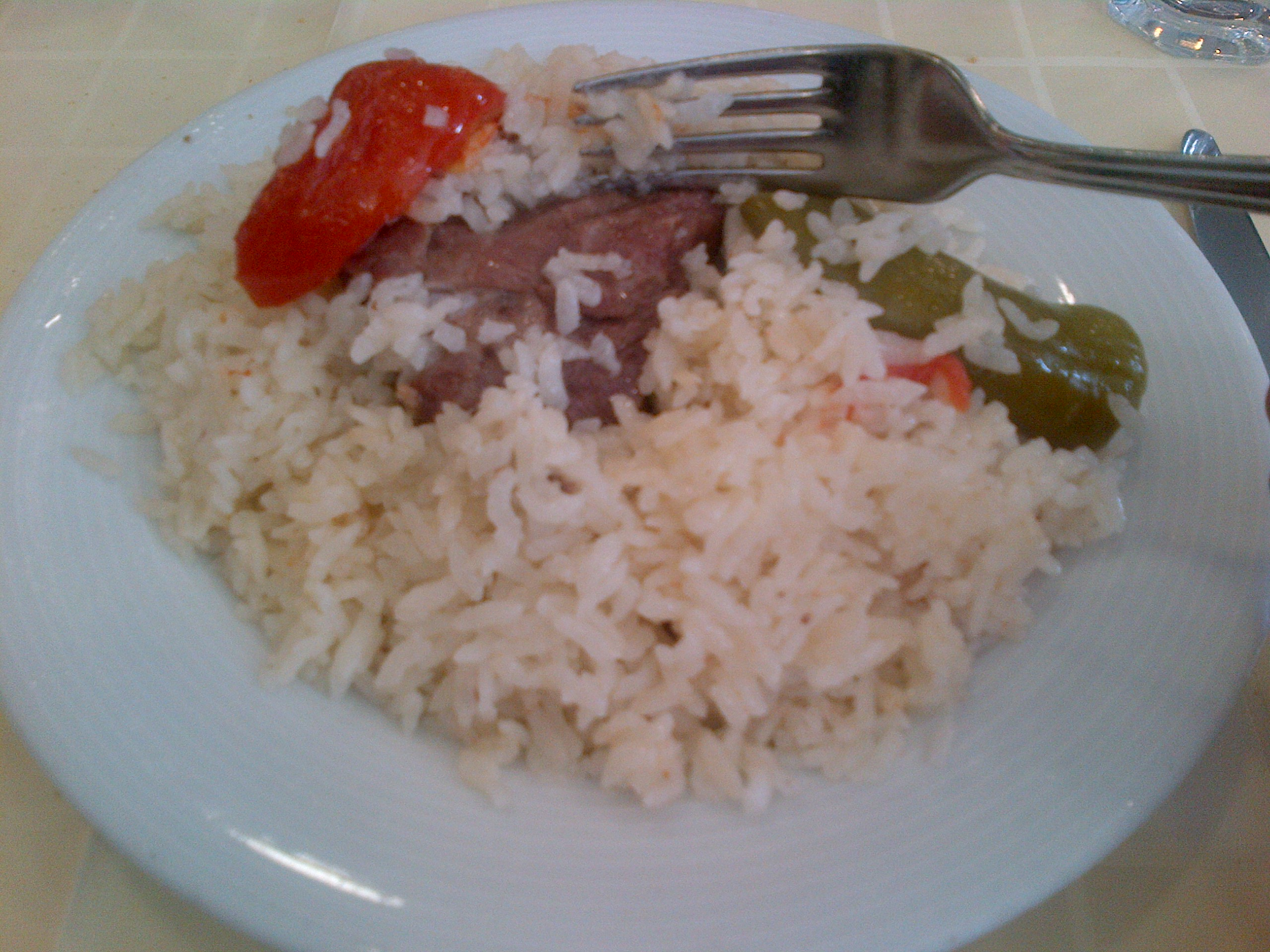
Ankara tava.

Ankara tava és un plat de la cuina turca comú a la capital de Turquia  i a la província d'Ankara i voltants. És tant un plat de carn com una variant de "pilav" (arròs a la turca) encara que no necessàriament porti arròs. Es fa preferentment amb carn de xai, encara que també amb la d'ovella o vedella i amb les llavors de pasta anomenades arpa şehriye. Alguns creuen que el menjar biryani és molt similar amb Ankara tava.